# 豊中市立上野小学校
豊中市立上野小学校（とよなかしりつ うえのしょうがっこう）は、大阪府豊中市上野東二丁目にある公立小学校。
1949年に豊中市立大池小学校より分離開校した。青池に臨む丘の上に建設され、当時は周囲に家屋もあまりなく周辺には緑が広がっていた。1970年代後半には1,800人以上も児童が在籍し、プレハブ小屋を建てるスペースがなくなったため、職員室の半分を教室に充てたほどのマンモス校だった。

## 沿革
- 1949年4月 - 豊中市立上野小学校として開校。
- 1951年1月 - 校旗制定。
- 1951年12月 - 講堂兼体育館完成。
- 1957年5月 - 給食調理室完成。
- 1967年4月 - 豊中市立東豊中小学校を分離。
- 1967年9月 - 帰国子女教育研究協力校に指定される。
- 1973年4月-　豊中市立少路小学校を分離
- 1976年4月 - 養護学級開設
- 1983年4月 - 豊中市教育委員会から、帰国子女教育センター校に指定される。

## 通学区域
- 豊中市 上野坂1丁目・2丁目、上野西1丁目-3丁目の全域および同4丁目の一部、上野東1丁目-3丁目。

卒業生は豊中市立第三中学校・豊中市立第十一中学校の2校に分かれて進学する。

## 著名な出身者
- 大黒将志　- サッカー選手、元日本代表
- 松本孝弘　- B'z のギター担当、作曲者、など
- 大塚高司　- 衆議院議員(自由民主党)
- 桂吉弥 - 落語家（3年次に茨木市立山手台小学校へ転出）

## 交通
- 阪急バス 上野小学校前バス停。
- 大阪モノレール 少路駅 南へ約1.5km。
- 阪急宝塚線 豊中駅 北東へ約1.8km。